# Wilrijk
Wilrijk – dzielnica (district) Antwerpii, w północnej Belgii, w Regionie Flamandzkim, w prowincji Antwerpia, w okręgu Antwerpia. Do 31 grudnia 1982 samodzielna gmina (gemeente).  

## Demografia
| Rok                | 1816 | 1866 | 1900 | 1970   | 1980   | 1982   | 2020   |
| ------------------ | ---- | ---- | ---- | ------ | ------ | ------ | ------ |
| Liczba mieszkańców | 1626 | 2985 | 6043 | 43.485 | 43.161 | 41.967 | 41.584 |

## Współpraca
- Ilfeld, Niemcy
- Niedernhausen, Niemcy